# 仮面ライダーディケイド (キャラクター)
- 仮面ライダーシリーズ
  - 仮面ライダーディケイド > 仮面ライダーディケイド (キャラクター)
  - 仮面ライダージオウ > 仮面ライダーディケイド (キャラクター)

仮面ライダーディケイド（かめんライダーディケイド）は、特撮テレビドラマ『仮面ライダーディケイド』（以下、テレビシリーズ）に登場するキャラクター。同作品の主役仮面ライダーである。本項目ではテレビシリーズ以外の作品に登場した際の形態などについても併せて取り扱う。

## 制作

### コンセプト
2009年、平成仮面ライダーシリーズが10周年を迎えるにあたり、東映は歴代仮面ライダーが全員登場する「お祭り」である『仮面ライダーディケイド』を企画した。テレビ放映中のキャラクター商品の販売成績が好調であっても、放映終了したキャラクターの売り上げは振るわなかったため、この機に過去作品の認知度を高めようとしたのである。しかし、スタッフたちはすでに進行中だった『仮面ライダーW』の企画をいったん棚上げして取りかからなければならなかったため、時間的な余裕のない状況下での作業を求められることとなった。
一方そのころ、バンダイのカード事業部は新たなデータカードダスの企画を立ち上げようとしていた。当初はオリジナル製品のラインであり、仮面ライダーシリーズが絡むことはあるとしても番組との連動までは想定されていなかったが、『ディケイド』と連携したほうが面白いのではないかという意見が出て、『仮面ライダーバトル ガンバライド』となった。この合流案は急ピッチで作業中だった『ディケイド』側にも利点があり、ゼロからキャラクターを考えるのではなく『ガンバライド』に関連づけることにより、「主人公はカードを使う」というアイディアが得られた。
また、主人公には共演する過去作品の仮面ライダーたちと並んでも埋没することのないデザインが必要とされた。メインカラーには平成シリーズで多用されてきた黒・赤・金・銀ではない新たな色が求められ、マゼンタに決まった。マゼンタ、もしくは近似色のピンクは女子向けという印象が強いが、2009年には父親世代も衣服に用いるようになっていたこともあり、採用された。ただし、かわいらしく見えないようにピンクを黒ではさむという配慮がなされている。ダークな雰囲気を好むデザイナーの小林大祐は、この2色で充分と考えていたが、野中剛が「子供たちのヒーローだからカッコいい中にも明るさを残そう」と述べ、最後に白のラインを付け加えた。
色で他の仮面ライダーとの差別化が図られた一方、デザインラインはシンプルな方向性を目指しており、無駄な部分は極力排されている。特徴と呼べるのは、カード使いゆえにカードが額に刺さっている点と、「10周年」を意味する「X」のディティールが盛り込まれている点である。カードライダーであることを示すために、頭部にバーコードを入れていることから、明確なモチーフを出していない。

### 造形・操演
スーツは、マゼンタで伸縮性のある素材がないため、部分的に布地に余裕を持たせるなどしている。足回りもパーツで覆われていることから、スーツアクターを務めた高岩成二はメタルヒーローシリーズのような動きづらさであることを証言している。また、高岩は士のふてぶてしさを表現する所作として、最初にライダーキックの撮影を行った際に着地時に手についた砂を払ったことをきっかけとして、物をいじった後に両手を払う動作や剣の刀身をなでるようなしぐさを取り入れている。刀身を拭う仕草は、ライドブッカーの造形的に左手で支えている様が持ちやすくて落ち着きの良い位置を探っていた結果であるとしている。また、鍔迫り合いで斬った後に血糊を拭うようにシュッと流すような動きや、剣先を構える際に突き出す動きは、ビリヤードをイメージしている。

## 仮面ライダーディケイド
記憶喪失の青年門矢 士（）が、ディケイドライバーとカメンライド ディケイドのカードを使用して変身する次元戦士。多くの並行世界 (A.R.WORLD) を渡り歩いていくが、「世界の破壊者」「全てのライダーを破壊する存在」「悪魔」などと形容される。
様々な仮面ライダーの力を秘めたライダーカードを所持しており、必要に応じて各仮面ライダーの姿や能力を再現して戦う。また、ディケイド自身の戦闘能力も高い。
変身に際しては、まず腰にディケイドライバーを装着し、そこへカメンライド ディケイドのカードを装填する。すると9人の平成仮面ライダーを象徴する紋章が現れ、士の体に重なってスーツを形成する。さらに7枚のライドプレートが頭部を貫き、最後にボディがマゼンタに染まって変身完了となる。
全身を包むディヴァインスーツは宇宙空間での活動も可能とし、未知の鉱石ディヴァインオレで構成された装甲ディヴァインアーマーは50トンの衝撃に耐え、マグマの中や宇宙空間でも活動可能。緑色の複眼ディメンションヴィジョンは、並行世界の狭間にある物体すら視認できるという。頭部を貫く黒い板ライドプレートは、あらゆる並行世界を行き来するための通行手形である。額にある黄色のシグナルポインターから、ライダーカードのエネルギーを信号として放射することで、自らの変身や他者の変形を可能としている。

### カメンライド
仮面ライダーディケイドは、仮面ライダーの力を引き出すためのカメンライドのカードを用いることで、他のライダーへの2段階変身を行う。さらにフォームライドのカードを併用すれば、それぞれの仮面ライダーのフォームチェンジも再現できる。ただし姿を変えても、腰のディケイドライバーはそのまま残る。また、技の発動はアタックライドのカードによって行う。
何らかの原因でカードの絵柄が失われてしまうと、これらの能力を発揮することはできなくなる。テレビシリーズで描かれた、数多の並行世界を巡っていく旅は、消えたカードの力を取り戻していく過程でもあった。
ディケイドクウガ
仮面ライダークウガ マイティフォームの力を得た姿。パンチやキックを駆使する肉弾戦を得意とするほか、状況に応じてフォームライドのカードでクウガのフォームチェンジ能力を再現して戦う。
オリジナルのクウガは変身ベルトアークルに埋め込まれた霊石アマダムから力を得ていたが、ディケイドクウガはディケイドライバーから力を引き出す。
カードの力は崩壊しかけた世界で一度失われたが、クウガの世界での小野寺ユウスケとの交流を経て、世界中の人々の笑顔のために戦っていく決意を固めたことで蘇った。
ドラゴンフォーム
ドラゴンロッドは変身と同時に出現する場合と、モーフィングパワーで物体を変化させて生成する場合とがある。
ペガサスフォーム
ペガサスボウガンは変身と同時に出現する。その精確な射撃は、超高速移動するワームをも撃ち抜く。
タイタンフォーム
タイタンソードは変身と同時に出現する場合と、モーフィングパワーで物体を変化させて生成する場合とがある。

ディケイドアギト
仮面ライダーアギト グランドフォームの力を得た姿。格闘攻撃を主体とするほか、状況に応じてフォームライドのカードでアギトのフォームチェンジ能力を再現して戦う。
オリジナルのアギトは変身ベルトオルタリングによってエネルギー源オルタフォースを生成していたが、ディケイドアギトの場合はディケイドライバーがオルタフォースを生む。
カードの力は、「アギトの世界」で肉体の変異に悩む芦河ショウイチを助け、仮面ライダーアギトへの進化に導いたことで蘇った。
ストームフォーム
スピードに優れた姿。電王の世界でストームハルバードを振るい、仮面ライダー電王 ロッドフォームと棒術合戦を繰り広げた。
フレイムフォーム
鋭敏な感覚を誇る、パワーに優れた姿。電王の世界でフレイムセイバーを手に、仮面ライダー電王 アックスフォームと激しく切り結んだ。

ディケイド龍騎
仮面ライダー龍騎の力を得た姿。龍騎の世界以外でも現実世界とミラーワールドの間を自在に行き来できるほか、アタックライドのカードで龍騎のアドベントカードの効果を再現して戦う。響鬼の世界ではライドブッカー ソードモードから赤い旗を出し、牛鬼を相手に闘牛士のごとく立ち回った。
左腕にはアドベントカードを読み取る召喚機ドラグバイザーを装備しているが、ディケイドのライダーカードには対応していないためなのか、使用することはなかった。
カードの力は、龍騎の世界で辰巳シンジと羽黒レンを和解させたことで蘇った。

ディケイドファイズ
仮面ライダーファイズの力を得た姿。汎用性に優れたファイズの能力を基本とし、アタックライドのカードで多彩なツール類の機能を再現して戦う。
エネルギー源であるフォトンブラッドは、ディケイドライバーで生成される。
カードの力は、ファイズの世界で尾上タクミと協力して友田由里の夢を守ったことで蘇った。
アクセルフォーム
10秒間だけ通常の1,000倍のスピードで活動するアクセルモードを起動できる姿。カブトの世界で、仮面ライダーザビーのクロックアップに対抗した。

ディケイドブレイド
仮面ライダーブレイドの力を得た姿。ライドブッカー ソードモードを駆使する剣技を得意とするほか、アタックライドのカードでブレイドのラウズカードの効果を再現して戦う。
オリジナルのブレイドの変身にはスペードAのラウズカードが必要だったが、ディケイドはカメンライド ブレイドのカードの力を解放することで出現する光の壁オリハルコンエレメントを通過してブレイドアーマーを身にまとう。
カードの力は、ブレイドの世界で剣立カズマと交流し、信頼を得たことで蘇った。

ディケイド響鬼
仮面ライダー響鬼の力を得た姿。アタックライドのカードで魔化魍に有効な響鬼の術を再現して戦う。
ディケイドがカメンライド 響鬼のカードの力を解放すると全身が青白い炎に包まれ、その炎が一瞬で鎮火した後にこの姿となっている。
カードの力は、響鬼の世界でアスムたち音撃戦士に音撃道の向かうべき先を示したことで蘇った。
- 響鬼のスーツは響鬼のスーツアクターであった伊藤慎の全身を型取りして作られているため、ディケイドのスーツアクターである高岩は伊藤よりも身体が大きいため、きつくて動きづらく、セリフも喋れないくらいであったという。

ディケイドカブト
仮面ライダーカブト ライダーフォームの力を得た姿。アタックライドのカードで超高速移動クロックアップを再現して戦う。
防御力を重視した姿のマスクドフォームに変身できるのかどうかは不明である。
カードの力は、カブトの世界でソウジと交流し、信頼を得たことで蘇った。

ディケイド電王
仮面ライダー電王 ソードフォームの力を得た姿。ライドブッカー ソードモードを駆使する剣技を得意とするほか、状況に応じてフォームライドのカードで形態を使い分けて戦うが、アタックライドには決め台詞を言うだけのカードも含まれていた。
オリジナルの電王は通常、イマジンの力を借りることで変身するが、ディケイド電王はイマジンを必要としない。
カードの力は、電王の世界でモモタロスが実体を取り戻すのに協力したことで蘇った。
ロッドフォーム
フォームライドのカードは存在するが、劇中未登場。
アックスフォーム
怪力を振るって戦うための姿。響鬼の世界で、牛鬼と渡りあった。
ガンフォーム
カブトの世界で仮面ライダーザビーや仮面ライダーガタックと対峙した際にこの姿となったが、カードの効果で決め台詞「答えは聞いてない」を披露するだけに留まったため、相手から呆れられた。
ウイングフォーム
フォームライドのカードは存在するが、劇中未登場。

ディケイドキバ
仮面ライダーキバ キバフォームの力を得た姿。パンチやキックを駆使する肉弾戦を得意とするほか、状況に応じてフォームライドのカードでキバのフォームチェンジ能力を再現して戦う。
オリジナルのキバはキバットバットIII世が魔皇力の制御を受け持っていたが、ディケイドキバではディケイドライバー内のトリックスターがキバットの代わりを果たしている。
カードの力は、キバの世界でワタルの成長を見守り、彼をファンガイアの王へと導いたことで蘇った。
ガルルフォーム
魔獣剣ガルルセイバーで戦う姿。しかしアギトの世界で仮面ライダーエクシードギルスを相手にしたときは、素手で戦っていた。
バッシャーフォーム
魔海銃バッシャーマグナムで戦う姿。龍騎の世界で仮面ライダーナイトと交戦した。
ドッガフォーム
魔鉄槌ドッガハンマーで戦う姿。龍騎の世界で仮面ライダーナイトと交戦した。

ディケイド1号
『スーパーヒーロー大戦』で、ディケイドは昭和ライダーである仮面ライダー1号にカメンライドしている。
ベルトの外見を1号と同様のタイフーンに変化させられるほか、声まで1号に似せて話していた。
他の仮面ライダーたちを統率し、ゴーカイレッドが扮したアカレンジャー率いるスーパー戦隊と激闘を繰り広げることで、大ショッカーと大ザンギャックの怪人たちを欺き通した。

### コンプリートフォーム
ディケイドの強化形態にして真の姿。身体能力が通常時から大幅に向上しているほか、9つの世界で出会った9人の仮面ライダーを最強フォームの状態で召喚することができる。召喚されたライダーに独自の意思はなく、ディケイドの行動と同調して動く。また、ディケイドの側はライドブッカーで召喚したライダーと同じ必殺技を放つ。
この姿になるためには、専用ツールのケータッチとコンプリートカードを必要とする。まずケータッチにコンプリートカードを装填すると、ケータッチの画面上に並行世界の仮面ライダーたちのシンボルマークのアイコンが表示されるので、それらを時系列順にタッチしていく。その後ディケイドライバーのサイドハンドルを引くとカメンライド ディケイド コンプリートフォームのカードが空中に出現、ディケイドの額に装着され、同時にスーツが変化。最後にディケイドライバーをベルトの右腰に移し、ケータッチをベルトのバックル部にセットすることで変身完了となる。
カメンライド ディケイド コンプリートフォームのカードを収めたディケイドクラウンは、ディケイド コンプリートフォームが並行世界の王者たることを示す冠である。全身を覆うディヴァインスーツ St.（）は、並行世界の王者のみが身にまとうことを許された闕腋袍であり、この帛（）の装束を目にした邪悪な者は身も心も焼き尽くされるという。9枚のカメンライドのカードを胸部に並べたヒストリーオーナメントは、それぞれに描かれたライダーの最強の力と技を行使できるようになる経帷子であり、ケータッチを操作してライダーを召喚すると、9枚すべての絵柄が召喚されたライダーのものに変化する。このヒストリーオーナメントのカードをディケイドライバーに装填して使うことはない。
- ディケイドの強化形態については「カードだらけ」のほかに、「仮面ライダーの顔だらけ」「仮面ライダーマークだらけ」「ファイナルフォームライドの意匠がついた鎧」といった諸案があった[40]。結果として「カードだらけ」案が採用となったが、制作会議では「行き過ぎではないのか」「これはカッコいいのか」と疑問も出た[40]。小林大祐は「大人の方からは賛否両論あると思う」と述べつつも、子供たちを驚かせるようなデザインを常に心がけている身として、このコンプリートフォームを仮面ライダー強化フォームの最高傑作としている[40]。
- ディケイドクラウンの初期案は単に四角形の意匠を配置しているだけだったが[40]、「体にカードを並べているのが一番の特徴なのに、頭にカードがないのはおかしい」と白倉伸一郎が指摘したため、自らのライダーカードを収めているデザインとなった[34]。また、ボディカラーには野中剛の案に基づいてシルバーが用いられており、通常時のピンクから強化されたことを鮮明にしている[41]。身体の各部にカードを配置することも検討されたが、バストショットで全てが映ることを優先して、胸に並べられ、カードが埋もれないようにディケイドそのものの色も渋めに抑えられた[42]。
- コンプリートフォームは、このように強烈なインパクトを生み出すことを何よりも優先して制作されたキャラクターであるため、代償も伴った[43]。商品化を前提としてデザインされたにもかかわらず、すべてのカードを彩色で表そうとすると、フィギュアベースでは採算が取れないという「自己バグ」を抱えていたのである[43]。ソフトビニール製の「レジェンドライダーシリーズ[44]」では、カードの部分に筋彫りだけを入れて一色吹き[43]。変形可動フィギュア「ファイナルフォームライドシリーズ[45]」や、S.H.Figuartsではシールを添付して再現している[43]。結果的にソフビ人形を犠牲とした形になったが、バンダイの高橋秀行は「『このデザインってどうなの？』って物議を醸すようじゃないと、視聴者の方にも印象を残せないんじゃないでしょうか」と述べている[43]。
- ディケイドのスーツアクターを務める高岩は、重心が額に集まってしまうことから、顎で前のめりに傾くのを抑えながら芝居をしていたという[46]。

#### 最強コンプリートフォーム
『MOVIE大戦2010』に登場した、スーパーショッカーとの最終決戦における形態。ヒストリーオーナメントのカードがすべて最強フォームのものとなっており、並行世界から駆けつけた9人の仮面ライダーをカードに描かれた姿へと強化することができる。
この形態では、仮面ライダークウガのカードはライジングアルティメットに、仮面ライダー電王のカードは超クライマックスフォームにへとそれぞれ変化している。
『ウィザード』にも登場し、その際は仮面ライダー電王のカードがライナーフォームに変化している。

### コンプリートフォーム ジャンボフォーメーション
『仮面ライダー対大ショッカー』に登場した形態。この姿になるためには、仮面ライダーディエンドの協力が必須となる。まずディエンドが仮面ライダーJ ジャンボフォーメーションを召喚し、次いでファイナルフォームライド ディケイドライバーのカードを使用してディケイドを巨大な次元転換解放機ジャンボディケイドライバーに変形させる。ジャンボディケイドライバーは、9枚の巨大なライダーカードを噴出しつつ、Jの腹部にあるJスピリットに合体する。するとJのボディがディケイド コンプリートフォームに変化し、最後に胸のヒストリーオーナメントに9枚のカードが収まって変身完了となる。
ライドブッカーもジャンボフォーメーションの巨体に合わせた大きさになっているが、武器を使うよりも強靭な腕力を活かした直接攻撃を得意とする。そのパンチ力はJのジャンボライダーパンチを上回り、大ショッカーの巨大幹部キングダークを吹き飛ばした。

### 激情態
激情態（）とは、『MOVIE大戦2010』に登場した形態で、「すべての破壊者」としての役割を受け入れたディケイドの姿である。複眼ディメンションヴィジョンが悪鬼のような形相に歪んでおり、額のシグナルポインターは紫色に変化している。変身は通常と同じ手順で行われ、特に新しいアイテムやカードは必要としない。
身体能力が通常時と比べてわずかながら上昇しており、首絞めや踏み付けなどの荒々しい攻撃で他の仮面ライダーたちに襲い掛かった。カメンライドによる2段階変身を経ず、直接アタックライドのカードを使用して他の仮面ライダーの能力を再現し、倒した仮面ライダーそのものをカードに変えてしまうことすらできる。さらにファイナルフォームライドのカードを使うことなく、強制的に他の仮面ライダーを武器に変化させることも可能で、交戦中に突然ブレイドブレードに変形させられた仮面ライダーブレイドは、元の姿に戻ったとき、まったく状況を把握できていない様子だった。ただしクウガゴウラムのように変形中も自らの意思で行動できる相手に対し、この強制変形能力が有効なのかは不明である。
- 撮影用のマスクには全体的に薄い黒を吹き付けてあり、通常時のディケイドよりも暗いピンクに仕上げられている[53]。

### ネオディケイドライバーVer.
『仮面ライダージオウ』EP13から登場。士がネオディケイドライバーを使用して変身する新たな形態である。以前のディケイドよりも能力が強化されており、アタックライドのカードを使用せずに戦闘力を発動できる。
「ジオウの世界」を破壊すべきか否かを見極めようとしており、当初は常磐ソウゴの前に敵として現れ、仮面ライダージオウとも何度か対戦した。やがてソウゴに自らの力を込めたディケイドライドウォッチを託したが、実はこのとき力の半分しか渡しておらず、変身能力を喪失しないままであった。
- もともとディケイドは歴代仮面ライダーを紹介することに特化して創作されたキャラクターであるため、同じく歴代仮面ライダーが登場する『ジオウ』においては非常に便利な存在であり、セミレギュラーとしての扱いを受けていた[58]。当初は最終ボスに据える案すらあったという[58]。
- スーツは『ディケイド』放送当時の撮影用を整備したものである[59]。素体状態のマスクは『ディケイド』放送当時に造形されたものである[60]。

#### カメンライド（ネオディケイドライバーver.）
『仮面ライダージオウ』では従来の『仮面ライダークウガ』から『仮面ライダーキバ』までに登場する平成ライダーに加えて、『仮面ライダーW（）』以降の平成ライダーへのカメンライドも可能になっている。
ディケイドアギト
『ジオウ』EP13に登場。ディケイドアギトのまま、フォームチェンジせずにフレイムセイバーを使用した。
ディケイド龍騎
『ジオウ』EP14に登場。仮面ライダーゲイツと対戦した。
ディケイド響鬼
『ジオウ』EP13に登場。仮面ライダージオウ ゴーストアーマーと対戦した。
ディケイドウィザード
『ジオウ』EP16に登場。カッシーンと共闘した。フレイムスタイルのままで本来ウォータースタイルの能力である水を操る魔法も使用した。
ディケイドゴースト
『ジオウ』EP14に登場。アナザーゴーストと共闘した。
ディケイドビルド
『ジオウ』EP15に登場。仮面ライダージオウと対戦した。
ディケイドジオウ
『ジオウ』EP47に登場。海東が士を助ける代償として変身したアナザージオウIIと戦うために、最終決戦で変身した。

#### コンプリートフォーム21
『RIDER TIME 仮面ライダージオウ VS ディケイド ～7人のジオウ！～』に登場する。ネオディケイドライバーとケータッチ21で変身するコンプリートフォームのアップデート版。
ケータッチ21のWからゼロワンのマークを順にタッチすることで、ファイナルカメンライドする。
ヒストリーオーナメントにはディケイドを除くクウガからジオウまでの19人の平成ライダー最強フォームのライダーカード、ディケイドクラウンにはコンプリートフォームのライダーカードとその上にゼロツーのライダーカードがある。さらに纏っているマントには大量のライダーカードが付いている。

## ツール
ディケイドライバー
仮面ライダーディケイドの変身ベルト。すべての世界の支配をもくろむ悪の秘密結社大ショッカーによって開発された、秘石トリックスターを内蔵する次元転換解放機である。仮面ライダーの力を2次元化して内包されたライダーカードを読み込ませることで、トリックスターがその力を二次元（平面）から三次元（立体）化し、対象となる存在の姿を変貌させるというメカニズムになっている。
表面にはクウガからキバまでの平成9大ライダーの紋章ライダーズクレストが描かれている。左右のサイドハンドルがスイッチであり、ハンドルを引いてバックル部を回転させ、カードを装填してから押すことで読み取りを行う。サイドハンドルにある、左右合わせて6つの円形はシックスエレメントと呼ばれる神秘の印で、向かって右から地・水・火・風・光・闇の元素を宿している。
ディケイド コンプリートフォームの状態ではベルトの右腰に移設されており、中央部分を押すことでカードの読み取りを行う。
- ディケイドがカメンライドすることで様々な仮面ライダーが身につけることになるため、シンプルな造形になっている。『ガンバライド』の筐体のボタンと、ディケイドライバーのシックスエレメントの配置順が共通しているなど、両者のデザインには相似点が設けられている。ただし筐体の初期デザインは決定稿と全く違っており、ベルトと筐体それぞれのデザイナーが互いにフィードバックを繰り返しながら、大急ぎで摺り合わせを行ってコラボレーションを実現させた。
- 当初のギミックはバックル部が270度回転するものだったが、ギアが多すぎてコストがかさんだため、無難な90度回転に落ち着いた。

ネオディケイドライバー
『仮面ライダージオウ』より登場した新たな変身ベルト。ディケイドの色であるマゼンタを誇張するように色変えされ、リデザインされた。バックルとシックスエレメントの配色が白とアルミシルバーからマゼンタとブラックに変更され、ライダーズクレストは『仮面ライダーW』から『仮面ライダービルド』までのものが追加されて全18種になっている。
- ライダーズクレストに『ジオウ』の紋章が含まれていないのは、デザイン段階でディケイドがジオウにまでカメンライドすることを想定していなかったためである。
- 映画『平成ジェネレーションズ FOREVER』に登場するディケイドは「人々の記憶の中から実体化した」という設定のため、白いディケイドライバーを装着している。ところが撮影用プロップはすでにマゼンタへと塗り替えた後だったため困った事態となり、バンダイからサンプルとして提供されていた玩具「CSMディケイドライバー」を改修することでかろうじて映画の撮影に間に合わせた。
- 『ジオウ』EP43では、カードを入れてから「変身」と言ってドライバーを回転させている。

ライドブッカー
大ショッカーが開発した、3つの形態を持つ仮面ライダーディケイドの専用万能ツール。一度は失われていたが、崩壊を始めた世界で光夏海が再発見し、ディケイドの手に戻った。
ブックモード
ライダーカードを保管するための通常形態で、ディケイドライバーの左サイドに装備される無限ホルダー。内部のライダーカードホルダーはクラインの壺へと通じており、ライダーカードを無限に収納できる。
収納されたカードは、ディケイドの意思で任意の物を引き出せる。また、周囲の状況に合わせて対応するカードを自動射出する機能もある。カードの引き出し機能そのものはブックモード専用というわけではなく、どの形態でも可能である。
ソードモード
剣形態。ディヴァインオレと呼ばれる未知の鉱石で構成された刀身ブッカーソードは、決して刃こぼれすることがない。アタックライド ディケイド スラッシュのカードで刀身に次元エネルギーをまとわせ、切れ味を増すこともできる。
ディケイドが他の仮面ライダーの姿にカメンライドしてからも多用された。さらにコンプリートフォームでは、外観こそ変わらないものの、能力が大きく変化して召喚したライダーと同じ必殺技を放てるようになっている。
ガンモード
銃形態。50口径の銃口ブッカーマズルから、強力な次元エネルギー弾を発射する。ライドマーカーにより標的にマーキングすることで誘導路をつくり、百発百中の命中率となる。有効射程は300メートル。
射撃は半自動で行われるが、トリガーを引くことで操作も可能である。アタックライド ディケイド ブラストのカードを使えば、さらに連射性能が高まる。

ケータッチ（K-TOUCH）
ディケイドを真の姿へと変身させる携帯端末ツールで、コンプリートフォームになるとディケイドライバーに代わってベルトのバックル部にセットされる。ネガの世界でダークライダーたちが宝として保管していたが、数少ない人類の生き残りだった千夏と、ネガの世界に生きる夏海の活躍によって士の手に託された。
専用のライダーカードコンプリートカードを挿入することで、タッチパネルに9人の仮面ライダーを象徴するシンボルマークが出現する。ベルトから取り外して、任意の仮面ライダーのシンボルマークから「F」の文字の順にタッチすることで、対応する仮面ライダーを最強フォームの状態で召喚する。
- 「子供が触ってみたい大人の持ち物」であるタッチパネル式携帯電話をモチーフとしており、番組の企画当初に検討されていたディケイドライバーとは別仕様の変身アイテムが原型となっている。初期デザインはシンプルな形状だったが、キャラクター度を上げるためディケイドの顔をモチーフとした造形となった。

ケータッチ21
『RIDER TIME 仮面ライダージオウ VS ディケイド ～7人のジオウ！～』に登場する新型のケータッチ。

ディケイドバズーカ
『てれびくん』の全員サービスDVD『仮面ライダーディケイド超アドベンチャーDVD』に登場。
本来は紙製の組み立て式付録だが、ディケイドの窮地を救うために小野寺ユウスケが必死になって製作し、ディケイドに手渡すことで本物の武器となった。
砲身に仕掛けられた輪ゴムとともに強力エネルギー弾を放つ。

## 必殺技
ファイナルアタックライド節における各ライダーカードの解説も参照。
仮面ライダーディケイド
いずれの技もファイナルアタックライド ディケイドのライダーカードを使用して発動する。
ディメンションキック
空中に跳び上がった後、自身と敵の間に現れる10枚の巨大な光のカードを突き破ることで、右足のフットストンパーにカードのエネルギーを集約し、跳び蹴りを叩き込む。破壊力は30トン。
激情態の状態で放った際は、無数の光のカードが標的となる飛行中のスカイライダーを追尾するような動きをみせた。また複数の相手にも有効で、光のカードの隙間に挟み込んだ仮面ライダースーパー1と落下地点にいた仮面ライダーカブトを同時撃破している。
ディメンションスラッシュ
光のカードを潜り抜けながら突進し、ライドブッカー ソードモードの刀身にエネルギーを収束して円月殺法で敵を両断する。
ディメンションブラスト
ライドブッカー ガンモードで光のカードを撃ち抜き、強化されたエネルギー弾で敵を撃破する。
仮面ライダーディケイド コンプリートフォーム
強化ディメンションキック
ファイナルアタックライド ディケイドのライダーカードを使用して発動する。
通常時のディメンションキックの威力を遥かに上回る、最強の必殺キック。
ディメンションシュート
ファイナルアタックライドの代わりに、カメンライド ディエンドのライダーカードを使用して発動する。
仮面ライダーディエンドの必殺技を再現し、2人で同時に射撃を行う。
仮面ライダーディケイド コンプリートフォーム ジャンボフォーメーション
ジャンボディメンションキック
ファイナルカメンアタックフォームライド ディケイドのライダーカードを使用して発動する。
1号からキバのオールライダーを巨大なカメンライドカードにファイナルフォームライドさせ、自身とJのカードも含めた25枚の巨大なカメンライドカードを自身と敵の間に出現させ、それらを突き破ることで全仮面ライダーのエネルギーをフットストンパーに集約し、膨大な破壊力を生むキックを放つ。
仮面ライダーディケイド 最強コンプリートフォーム
最強ディメンションキック
仮面ライダーディケイド コンプリートフォーム21
強化ディメンションキック21

## 専用ビークル
マシンディケイダーは、仮面ライダーディケイドの専用マシンである。一見したところではバイクに思えるが、その実態は万能次元移送機であり、陸・海・空を駆け抜け、宇宙空間へも飛び出すことができる。
車体はディケイドの装甲と同じく、未知の鉱石ディヴァインオレで構成されている。フロントとリア部の双方を、並行世界の通行手形ライドプレートが貫いている。フロントにあるランプシグナルポインターで、ディケイドがライダーカードを使用した際に照射される信号を読み取って他のライダーマシンに変形するほか、ディケイドの意思に感応して無人走行を行う。また、ディメンションライトから放たれる光は次元の狭間にある物体を照らし出し、世界と世界を隔てる壁を破壊するブレイクスルービームとなるという。
搭載された駆動機関ディケイダーパワーは、門矢士が日常で使用する際はガソリンで動くVツインエンジンだが、ディケイドに変身して搭乗する際には次元エネルギーを動力源とするように変化する。エネルギーを蓄えるためのディケイダータンクはクラインの壺に通じているため、その容量は無尽蔵である。
マシンディケイダーの開発者は不明だが、その機能や配色から考えて、ディケイドライバーなどと同様に大ショッカーが造った物と思われる。ただ、ディケイドライバーが世界崩壊の始まり以降に光夏海によって発見されたのに対し、マシンディケイダーは記憶を失った士が光写真館に居候していたときからすでに愛車として活用されていた。
- 撮影用車両のベースはホンダ・DN-01[79]。元のマシンのカッコ良さを活かすため、あまり手は加えられていないが、ディケイドが搭乗することがわかりやすいようにカードが突き刺さったデザインとなり、マゼンタ色に塗られている[79]。

## ライダーカード
劇中で使用された・テレビ朝日公式サイトで図柄が公開されているカードを以下に示す。またアルファベットの略称は仮面ライダーディケイド#カードの種類を参照。
名称は「仮面ライダーWEB 仮面ライダー図鑑」に基づく。

### カメンライド
仮面ライダーの力を引き出すことができるカードで、主にディケイドが変身する際に用いる。
ディケイドが使用する1号からディケイドまでのカードは、個別の効果とは別に仮面ライダーディケイド コンプリートフォーム ジャンボフォーメーションが放つジャンボディメンションキックの威力を高める効果を持つ。
| カード名 カード表記                    | 登場作品                                                       | 使用形態                            | 効果                                                                          | 備考                                                                               |
| -------------------------------------- | -------------------------------------------------------------- | ----------------------------------- | ----------------------------------------------------------------------------- | ---------------------------------------------------------------------------------- |
| - ディケイド - MASKED RIDER DECADE     | 『ディケイド』ほか                                             | - ディケイド - 激情態               | - ディケイドに変身する。 - ディケイド 激情態に変身する。                      |                                                                                    |
| - ディエンド - MASKED RIDER DIEND      | - 『ディケイド』 - 『小説 ディケイド』                         | - コンプリートフォーム - ディケイド | - ディエンドと共にディメンションシュートを発動する。 - ディエンドに変身する。 |                                                                                    |
| - クウガ - MASKED RIDER KUUGA          | 『ディケイド』                                                 | ディケイド                          | ディケイドクウガに変身する。                                                  |                                                                                    |
| - アギト - MASKED RIDER AGITO          | 『ディケイド』                                                 | ディケイド                          | ディケイドアギトに変身する。                                                  |                                                                                    |
| - 龍騎 - MASKED RIDER RYUKI            | 『ディケイド』                                                 | ディケイド                          | ディケイド龍騎に変身する。                                                    |                                                                                    |
| - ファイズ - MASKED RIDER FAIZ         | 『ディケイド』                                                 | ディケイド                          | ディケイドファイズに変身する。                                                |                                                                                    |
| - ブレイド - MASKED RIDER BLADE        | 『ディケイド』                                                 | ディケイド                          | ディケイドブレイドに変身する。                                                |                                                                                    |
| - 響鬼 - MASKED RIDER HIBIKI           | 『ディケイド』                                                 | ディケイド                          | ディケイド響鬼に変身する。                                                    |                                                                                    |
| - カブト - MASKED RIDER KABUTO         | 『ディケイド』                                                 | ディケイド                          | ディケイドカブトに変身する。                                                  |                                                                                    |
| - 電王 - MASKED RIDER DEN-O            | 『ディケイド』                                                 | ディケイド                          | ディケイド電王に変身する。                                                    |                                                                                    |
| - キバ - MASKED RIDER KIVA             | 『ディケイド』                                                 | ディケイド                          | ディケイドキバに変身する。                                                    |                                                                                    |
| - 1号 - MASKED RIDER 1                 | - 劇場版 - 『スーパーヒーロー大戦』                            | ディケイド                          | ディケイド1号に変身する。                                                     | [ 注釈 7 ]                                                                         |
| - 2号 - MASKED RIDER 2                 | 劇場版                                                         |                                     |                                                                               | [ 注釈 7 ]                                                                         |
| - V3 - MASKED RIDER V3                 | 劇場版                                                         |                                     |                                                                               | [ 注釈 7 ]                                                                         |
| - ライダーマン - RIDERMAN              | 劇場版                                                         |                                     |                                                                               | [ 注釈 7 ]                                                                         |
| - X - MASKED RIDER X                   | 劇場版                                                         |                                     |                                                                               | [ 注釈 7 ]                                                                         |
| - アマゾン - MASKED RIDER AMAZON       | 劇場版                                                         |                                     |                                                                               | [ 注釈 7 ]                                                                         |
| - ストロンガー - MASKED RIDER STRONGER | 劇場版                                                         |                                     |                                                                               | [ 注釈 7 ]                                                                         |
| - スカイライダー - SKY RIDER           | - 劇場版 - 『MOVIE大戦2010』                                   |                                     |                                                                               | [ 注釈 7 ]                                                                         |
| - スーパー1 - MASKED RIDER SUPER1      | - 劇場版 - 『MOVIE大戦2010』                                   |                                     |                                                                               | [ 注釈 7 ]                                                                         |
| - ZX - MASKED RIDER ZX                 | 劇場版                                                         |                                     |                                                                               | [ 注釈 7 ]                                                                         |
| - BLACK - MASKED RIDER BLACK           | - 『ディケイド』 - 劇場版                                      |                                     |                                                                               | [ 注釈 7 ]                                                                         |
| - BLACK RX - MASKED RIDER BLACK RX     | 劇場版                                                         |                                     |                                                                               | [ 注釈 7 ]                                                                         |
| - シン - MASKED RIDER SHIN             | 劇場版                                                         |                                     |                                                                               | [ 注釈 7 ]                                                                         |
| - ZO - MASKED RIDER ZO                 | 劇場版                                                         |                                     |                                                                               | [ 注釈 7 ]                                                                         |
| - J - MASKED RIDER J                   | - 劇場版 - 『MOVIE大戦2010』                                   |                                     |                                                                               | [ 注釈 7 ]                                                                         |
| - スカル - KAMEN RIDER SKULL           | 『MOVIE大戦2010』                                              |                                     | 並行世界の仮面ライダースカル（鳴海ソウキチ）を召喚する。                      |                                                                                    |
| - ウィザード - KAMEN RIDER WIZARD      | 『ジオウ』                                                     | ネオディケイドライバーver.          | ディケイドウィザードに変身する。                                              |                                                                                    |
| - ゴースト - KAMEN RIDER GHOST         | 『ジオウ』                                                     | ネオディケイドライバーver.          | ディケイドゴーストに変身する。                                                |                                                                                    |
| - ビルド - KAMEN RIDER BUILD           | 『ジオウ』                                                     | ネオディケイドライバーver.          | ディケイドビルドに変身する。                                                  |                                                                                    |
| - ジオウ - KAMEN RIDER ZI-O            | 『ジオウ』                                                     | ネオディケイドライバーver.          | ディケイドジオウに変身する。                                                  |                                                                                    |
| - GACKT - GACKT                        | - 「Journey through the Decade」PV - 「Stay the Ride Alive」PV |                                     | 効果不明                                                                      | [ 注釈 10 ]                                                                        |
| - てれびくん - TELEVIKUN               | 『超アドベンチャーDVD』                                        | コンプリートフォーム                | 召喚した平成9大ライダーの最強フォームが一斉に必殺技を発動する。               | コンプリートフォームがこのカードをバックルにセットするとアタックライドが発動する。 |

### ファイナルカメンライド
仮面ライダーディケイド コンプリートフォームの体に装着されているカメンライドのカード。
カード表記は「KAMENRIDE」のみ。名称は『DETAIL OF HEROES EX 仮面ライダーディケイド 特写写真集 KAMENRIDE』より。資料によっては、「コンプリートフォームカメンライド」と記述している。
| カード名 カード表記                                       | 登場作品                             | 効果                                                                                   | 備考 |
| --------------------------------------------------------- | ------------------------------------ | -------------------------------------------------------------------------------------- | --- |
| - ディケイド コンプリートフォーム - DECADE COMPLETE FORM  | 『ディケイド』                       | ディケイドクラウンに装着され全能力を解放。                                             | 他のカードと違ってライドブッカーには収納されておらず、ケータッチにコンプリートカードを装填することで実体化する。 |
| - クウガ アルティメットフォーム - KUUGA ULTIMATE FORM     | 劇中未使用                           | クウガ アルティメットフォームを召喚する。                                              | ヒストリーオーナメントに装着されたこれらのカードは、使用に際してディケイドライバーに装填することはない。         |
| - クウガ ライジングアルティメット - KUUGA RISING ULTIMATE | 『MOVIE大戦2010』                    | クウガをライジングアルティメットに変身させる。                                         | ヒストリーオーナメントに装着されたこれらのカードは、使用に際してディケイドライバーに装填することはない。         |
| - アギト シャイニングフォーム - AGITO SHINING FORM        | - 『ディケイド』 - 『MOVIE大戦2010』 | - アギト シャイニングフォームを召喚する。 - アギトをシャイニングフォームに変身させる。 | ヒストリーオーナメントに装着されたこれらのカードは、使用に際してディケイドライバーに装填することはない。         |
| - 龍騎サバイブ - RYUKI SURVIVE                            | - 『ディケイド』 - 『MOVIE大戦2010』 | - 龍騎サバイブを召喚する。 - 龍騎を龍騎サバイブに変身させる。                          | ヒストリーオーナメントに装着されたこれらのカードは、使用に際してディケイドライバーに装填することはない。         |
| - ファイズ ブラスターフォーム - FAIZ BLASTER FORM         | - 『ディケイド』 - 『MOVIE大戦2010』 | - ファイズ ブラスターフォームを召喚する。 - ファイズをブラスターフォームに変身させる。 | ヒストリーオーナメントに装着されたこれらのカードは、使用に際してディケイドライバーに装填することはない。         |
| - ブレイド キングフォーム - BLADE KING FORM               | - 『ディケイド』 - 『MOVIE大戦2010』 | - ブレイド キングフォームを召喚する。 - ブレイドをキングフォームに変身させる。         | ヒストリーオーナメントに装着されたこれらのカードは、使用に際してディケイドライバーに装填することはない。         |
| - 装甲響鬼 - ARMED HIBIKI                                 | - 『ディケイド』 - 『MOVIE大戦2010』 | - 装甲響鬼を召喚する。 - 響鬼を装甲響鬼に変身させる。                                  | ヒストリーオーナメントに装着されたこれらのカードは、使用に際してディケイドライバーに装填することはない。         |
| - カブト ハイパーフォーム - KABUTO HYPER FORM             | - 『ディケイド』 - 『MOVIE大戦2010』 | - カブト ハイパーフォームを召喚する。 - カブトをハイパーフォームに変身させる。         | ヒストリーオーナメントに装着されたこれらのカードは、使用に際してディケイドライバーに装填することはない。         |
| - 電王 ライナーフォーム - DEN-O LINER FORM                | 『ディケイド』                       | 電王 ライナーフォームを召喚する。                                                      | ヒストリーオーナメントに装着されたこれらのカードは、使用に際してディケイドライバーに装填することはない。         |
| - 電王 超クライマックスフォーム - DEN-O CHO CLIMAX FORM   | 『MOVIE大戦2010』                    | 電王を超クライマックスフォームに変身させる。                                           | ヒストリーオーナメントに装着されたこれらのカードは、使用に際してディケイドライバーに装填することはない。         |
| - キバ エンペラーフォーム - KIVA EMPEROR FORM             | - 『ディケイド』 - 『MOVIE大戦2010』 | - キバ エンペラーフォームを召喚する。 - キバをエンペラーフォームに変身させる。         | ヒストリーオーナメントに装着されたこれらのカードは、使用に際してディケイドライバーに装填することはない。         |

### フォームライド
他の仮面ライダーの姿にカメンライドしたディケイドを、さらにフォームチェンジさせるカード。
| カード名 カード表記                            | 登場作品       | 使用形態           | 効果                                  | 備考                                                         |
| ---------------------------------------------- | -------------- | ------------------ | ------------------------------------- | ------------------------------------------------------------ |
| - クウガ ドラゴンフォーム - KUUGA DRAGON FORM  | 『ディケイド』 | ディケイドクウガ   | クウガ ドラゴンフォームに変身する。   |                                                              |
| - クウガ ペガサスフォーム - KUUGA PEGASUS FORM | 『ディケイド』 | ディケイドクウガ   | クウガ ペガサスフォームに変身する。   |                                                              |
| - クウガ タイタンフォーム - KUUGA TITAN FORM   | 『ディケイド』 | ディケイドクウガ   | クウガ タイタンフォームに変身する。   |                                                              |
| - アギト ストームフォーム - AGITO STORM FORM   | 『ディケイド』 | ディケイドアギト   | アギト ストームフォームに変身する。   |                                                              |
| - アギト フレイムフォーム - AGITO FLAME FORM   | 『ディケイド』 | ディケイドアギト   | アギト フレイムフォームに変身する。   |                                                              |
| - ファイズ アクセルフォーム - FAIZ ACCEL FORM  | 『ディケイド』 | ディケイドファイズ | ファイズ アクセルフォームに変身する。 |                                                              |
| - 電王 ロッドフォーム - DEN-O ROD FORM         | 劇中未使用     | ディケイド電王     | 電王 ロッドフォームに変身する。       | 大ショッカーとの戦いのために用意されたが、使用されなかった。 |
| - 電王 アックスフォーム - DEN-O AX FORM        | 『ディケイド』 | ディケイド電王     | 電王 アックスフォームに変身する。     |                                                              |
| - 電王 ガンフォーム - DEN-O GUN FORM           | 劇中未使用     | ディケイド電王     | 電王 ガンフォームに変身する。         | 大ショッカーとの戦いのために用意されたが、使用されなかった。 |
| - 電王 ウイングフォーム - DEN-O WING FORM      | 劇中未使用     | ディケイド電王     | 電王 ウイングフォームに変身する。     | 大ショッカーとの戦いのために用意されたが、使用されなかった。 |
| - キバ ガルルフォーム - KIVA GARULU FORM       | 『ディケイド』 | ディケイドキバ     | キバ ガルルフォームに変身する。       |                                                              |
| - キバ バッシャーフォーム - KIVA BASSHAA FORM  | 『ディケイド』 | ディケイドキバ     | キバ バッシャーフォームに変身する。   |                                                              |
| - キバ ドッガフォーム - KIVA DOGGA FORM        | 『ディケイド』 | ディケイドキバ     | キバ ドッガフォームに変身する。       |                                                              |

### ファイナルフォームライド
仮面ライダーを武器などに変身させるカード。
| カード名 カード表記             | 登場作品          | 効果 |
| ------------------------------- | ----------------- | --- |
| - クウガ - KUUGA GOURAM         | 『ディケイド』    | クウガをクウガゴウラムに変身させる。                                                                             |
| - アギト - AGITO TORNADOR       | 『ディケイド』    | アギトをアギトトルネイダーに変身させる。                                                                         |
| - 龍騎 - RYUKI DRAGREDER        | 『ディケイド』    | 龍騎をリュウキドラグレッダーに変身させる。                                                                       |
| - ファイズ - FAIZ BLASTER       | 『ディケイド』    | ファイズをファイズブラスターに変身させる。                                                                       |
| - ブレイド - BLADE BLADE        | 『ディケイド』    | ブレイドをブレイドブレードに変身させる。                                                                         |
| - 響鬼 - HIBIKI ONGEKIKO        | 『ディケイド』    | 響鬼をヒビキアカネタカに変身させる。                                                                             |
| - カブト - ZECTER KABUTO        | 『ディケイド』    | カブトをゼクターカブトに変身させる。                                                                             |
| - 電王[モモタロス] - MOMOTAROS  | 『ディケイド』    | 電王をモモタロスに変身させる。                                                                                   |
| - 電王[デンライナー] - DENLINER | 『ディケイド』    | 電王をデンライナーに変身させる                                                                                   |
| - キバ - KIVA ARROW             | 『ディケイド』    | キバをキバアローに変身させる。                                                                                   |
| - オールライダー - ALL RIDER    | 『MOVIE大戦2010』 | 平成9人ライダーを一斉にファイナルフォームライドさせる。                                                          |
| - W - KAMEN RIDER W             | 『MOVIE大戦2010』 | Wをサイクロンサイクロンとジョーカージョーカーに変身させる。                                                      |
| - オーズ - OOO ARMOUR           | 『HERO SAGA』     | オーズをオーズアーマーに変身させる。                                                                             |
| - ストロンガー - STRONG ZECTER  | 『HERO SAGA』     | ストロンガーをストロングゼクターに変身させる。                                                                   |
| - （正式名称不明）              | 『ネット版』      | 仮面ライダーギャレンを菱餅、仮面ライダーカリスをハート型のチョコレート、ジェネラルシャドウを金魚鉢に変身させる。 |

### アタックライド
ディケイドの武器を強化したり、技を発動させるカード。
| カード名 カード表記                          | 登場作品                                   | 使用形態                       | 効果                                                     | 備考                                                         |
| -------------------------------------------- | ------------------------------------------ | ------------------------------ | -------------------------------------------------------- | ------------------------------------------------------------ |
| - スラッシュ - SLASH                         | 『ディケイド』                             | ディケイド                     | ディケイドスラッシュを発動する。                         |                                                              |
| - ブラスト - BLAST                           | 『ディケイド』                             | ディケイド                     | ディケイドブラストを発動する。                           | [ 注釈 21 ]                                                  |
| - イリュージョン - ILLUSION                  | - 『ディケイド』 - 劇場版                  | ディケイド                     | ディケイドイリュージョンを発動する。                     | [ 注釈 22 ]                                                  |
| - インビジブル - INVISIBLE                   | - 『MOVIE大戦2010』 - 『仮面ライダー大戦』 | - 激情態 - ディケイド          | ディケイドインビジブルを発動する。                       | -                                                            |
| - ギガント - GIGANT                          | 『MOVIE大戦2010』                          | 激情態                         | 仮面ライダーG4の武器ギガントを召喚する。                 |                                                              |
| - ストライクベント - STRIKE VENT             | 『ディケイド』                             | ディケイド龍騎                 | ドラグクローを召喚し、ドラグクローファイヤーを発動する。 |                                                              |
| - アドベント - ADVENT                        | 『スーパーヒーロー大戦』                   | ディケイド龍騎                 | ドラグレッダーを召喚する。                               |                                                              |
| - オートバジン - AUTO VAJIN                  | 『ディケイド』                             | ディケイドファイズ             | マシンディケイダーをオートバジンへ変形させる。           |                                                              |
| - サイドバッシャー - SIDE BASSHAR            | 『MOVIE大戦2010』                          | 激情態                         | マシンディケイダーをサイドバッシャーへ変形させる。       |                                                              |
| - メタル - METAL                             | 『ディケイド』                             | ディケイドブレイド             | トリロバイトメタルを発動する。                           |                                                              |
| - マッハ - MACH                              | 『ディケイド』                             | ディケイドブレイド             | ジャガーマッハを発動する。                               |                                                              |
| - 音撃棒・烈火 - ONGEKIBOU REKKA             | 『ディケイド』                             | ディケイド響鬼                 | 音撃棒 烈火を召喚し、鬼棒術 烈火弾を発動する。           |                                                              |
| - 鬼火 - ONIBI                               | 劇場版                                     | ディケイド響鬼                 | 鬼幻術 鬼火を発動する。                                  |                                                              |
| - クロックアップ - CLOCK UP                  | - 『ディケイド』 - 『MOVIE大戦2010』       | - ディケイドカブト - 激情態    | クロックアップを発動する。                               |                                                              |
| - 俺、参上! - ORE SANJOU!                    | 『ディケイド』                             | ディケイド電王                 | 電王の決めポーズを再現する。                             |                                                              |
| - 僕に釣られてみる? - BOKU NI TSURARETEMIRU? | 劇中未使用                                 |                                | 電王の決めポーズを再現する。                             |                                                              |
| - 答えは聞いてない - KOTAEWA KIITE NAI       | 『ディケイド』                             | ディケイド電王ガンフォーム     | 電王の決めポーズを再現する。                             |                                                              |
| - 泣けるで - NAKERUDE                        | 劇中未使用                                 |                                | 電王の決めポーズを再現する。                             |                                                              |
| - つっぱり - TSUPPARI                        | 『ディケイド』                             | ディケイド電王アックスフォーム | つっぱり攻撃を発動する                                   |                                                              |
| - うっちゃり - UTCHARI                       | 劇中未使用                                 | ディケイド電王アックスフォーム | うっちゃり攻撃を発動する                                 | 大ショッカーとの戦いのために用意されたが、使用されなかった。 |
| - ガガの腕輪 - GAGA NO UDEWA                 | 『ディケイド』                             | コンプリートフォーム           | 発動者の腕に瞬時にガガの腕輪を移動させる。               |                                                              |
| - 烈火大斬刀 - REKKA DAIZANTOU               | 『ディケイド』                             | コンプリートフォーム           | シンケンレッドの武器・烈火大斬刀で技を発動する。         |                                                              |

### ファイナルアタックライド
必殺技を発動するカード。
効果については必殺技節も参照。
| カード名 カード表記   | 登場作品                      | 使用形態                                                 | 発動技 | 備考 |
| --------------------- | ----------------------------- | -------------------------------------------------------- | --- | ---- |
| - ディケイド - DECADE | 『ディケイド』                | - ディケイド - コンプリートフォーム                      | - ディメンションキック - ディメンションスラッシュ - ディメンションブラスト                                       |      |
| - クウガ - KUUGA      | 『ディケイド』                | ディケイド                                               | - パイロキネシス（FKR） - ディケイドアサルト（FFR）                                                              |      |
| - アギト - AGITO      | 『ディケイド』                | - ディケイドアギト - ディケイド - コンプリートフォーム   | - ライダーキック - ディケイドトルネード（FFR） - シャイニングクラッシュ（FKR）                                   |      |
| - 龍騎 - RYUKI        | 『ディケイド』                | - ディケイド龍騎 - ディケイド - コンプリートフォーム     | - ドラゴンライダーキック - ディケイドドラグーン（FFR） - バーニングセイバー（FKR）                               |      |
| - ファイズ - FAIZ     | - 『ディケイド』 - 劇場版     | - ディケイドファイズ - ディケイド - コンプリートフォーム | - クリムゾンスマッシュ - ディケイドフォトン（FFR） - フォトンバスター（FKR）                                     |      |
| - ブレイド - BLADE    | 『ディケイド』                | - ディケイドブレイド - ディケイド - コンプリートフォーム | - ライトニングブラスト - ディケイドエッジ（FFR） - ロイヤルストレートフラッシュ（FKR）                           |      |
| - 響鬼 - HIBIKI       | - 『ディケイド』 - 『ジオウ』 | - ディケイド響鬼 - ディケイド - コンプリートフォーム     | - 音撃打 火炎連打の型 - ディケイドウェイブ（FFR） - 音撃刃 鬼神覚声（FKR）                                       |      |
| - カブト - KABUTO     | 『ディケイド』                | - ディケイドカブト - ディケイド - コンプリートフォーム   | - ライダーキック - ディケイドメテオ（FFR） - ハイパーライダーキック（FKR） - マキシマムハイパーサイクロン（FKR） |      |
| - 電王 - DEN-O        | 『ディケイド』                | - ディケイド - コンプリートフォーム                      | - ディケイドライナー（FFR） - デンカメンスラッシュ（FKR）                                                        |      |
| - キバ - KIVA         | 『ディケイド』                | - ディケイド - コンプリートフォーム                      | - ディケイドファング（FFR） - ファイナルザンバット斬（FKR）                                                      |      |
| - アマゾン - AMAZON   | 『ディケイド』                | コンプリートフォーム                                     | スーパー大切断                                                                                                   |      |
| - ウィザード - WIZARD | 『ジオウ』                    | ディケイドウィザード                                     | ディケイドウィザードの魔法を発動する。                                                                           |      |
| - ゴースト - GHOST    | 『ジオウ』                    | ディケイドゴースト                                       | オメガドライブ オレ                                                                                              |      |
| - ビルド - BUILD      | 『ジオウ』                    | ディケイドビルド                                         | ボルテックフィニッシュ                                                                                           |      |

### ファイナルカメンアタックフォームライド
ディケイド コンプリートフォーム ジャンボフォーメーションの必殺技を発動させるカード。
| カード名 カード表記   | 登場作品          | 使用者     | 効果                                                                                                  | 備考 |
| --------------------- | ----------------- | ---------- | --- | ---- |
| - ディケイド - DECADE | 『MOVIE大戦2010』 | ディケイド | オールライダー（ディエンド以外）をカード型エネルギーにFFRさせジャンボディメンションキックを発動する。 |      |

### その他
| カード名           | 登場作品            | 使用者     | 効果                                         | 備考                     |
| ------------------ | ------------------- | ---------- | -------------------------------------------- | ------------------------ |
| ブランクカード     | 『ディケイド』      |            |                                              | 力を失った状態のカード。 |
| コンプリートカード | 『ディケイド』      | ディケイド | ケータッチのパネル用カードとして使用される。 | [ 注釈 38 ]              |
| （正式名称不明）   | 『小説 ディケイド』 | ディケイド | 平成9人ライダーを召喚する。                  |                          |

## 変身者
門矢 士（）
テレビシリーズの主人公。仮面ライダーディケイドに変身する青年。20歳。一人称は「俺」。カメラマンを自称し、35mmの二眼レフのトイカメラを常に身に付けている。独善的かつ大雑把な性格で、クールかつ自信家で誰に対しても本心とは裏腹に尊大な態度で接し、傲岸不遜な態度を取ることが多く、口も悪い。また、自分の利益のためなら、とことん利用できるものは利用するタイプ。
物語の始まる少し前に夏海らの住む町に現れ、光写真館で働きながら居候しているが、それ以前の素性は不明で本人も過去の記憶が曖昧である。決め台詞は相手に素性を問われた際の「通りすがりの仮面ライダーだ! 覚えておけ!」。ディケイドに変身した後にライドブッカー・ソードモードの刀身を撫でたり、手を払うように叩く仕草をするほか、変身前でも難しい話は「大体分かった」という口癖で済ませるなどといった癖がある。海東曰くナマコが苦手とのことだが、実際に苦手なのは海東であり、士自身は問題なく食べられる。生身でも敵と対等に渡り合えるほど身体能力が高く、バイオリン演奏・スポーツなどといった写真撮影以外のあらゆる物事をそつなくこなすが、彼が撮った写真はなぜか被写体が歪んで写ってしまう。これに対して本人は「世界が自分に撮られたがっていないため」と解釈している。記憶を失ってはいるが、9つの異世界に関する知識や変身後の戦い方などを断片的ながら覚えているため、戦闘の渦中にあってもほとんど動揺したり取り乱すことは無い。
電王の世界ではモモタロス・ウラタロス・キンタロス・リュウタロスにそれぞれ憑依され電王（ソードフォームのみ）に変身した他、『超・電王』ではモモタロスに憑依されたままディケイドに変身した。また『超・電王』ではジークにも憑依されている。
世界の終わりに際する現象で紅渡と遭遇し、自分が全てのライダーを破壊する存在のディケイドであること、そして世界の消滅を防ぐために旅をしなければならないことを告げられる。旅する世界のどこかで自分の世界が見つかるかもしれないと考え、「世界の全てを写真に収めたい」という目的のもと行動する。
鳴滝や訪れた世界の仮面ライダーからは「破壊者」「悪魔」などと忌み嫌われ、時折自身を皮肉ってそう呼ぶこともある。また全ての世界を救おうという意思はあるのだが、意図しなくとも訪れた世界が自分の存在で崩壊することを知り、苦悩することもあった。しかし旅を続けるうち、そうした自分を受け入れてくれる夏海のことを大切に思うようになる。
終盤に訪れたライダー大戦の世界で、渡や剣崎一真たちによって自分の本来の使命である「“破壊”による世界の“再生”」を宣告され、遂に「世界の破壊者」という使命を受け入れる。そして目の前に現れた渡や剣崎の“仲間”である平成ライダーたちに戦いを挑み、ライダー大戦を勃発させた。まさにこの光景は、夏海が見ていた夢が正夢になってしまったことを暗示している。
- 名字の由来は、「カード屋（）」からきている。

大首領（）
映画『劇場版 仮面ライダーディケイド オールライダー対大ショッカー』で大ショッカーの頂点に立つ人物。その正体はディケイドこと士で、「世界を崩壊から救うため、その原因となっている仮面ライダーを排除し、大ショッカーによる崩壊世界の統治・支配を行う」という名目の元に、仮面ライダー討伐の旅をしていた。
ディケイドライバーを始めとするライダーの装備なども、元は大ショッカーが大首領のために開発した物であり、前述の組織の紋章に書かれたDCDの文字も、ディケイドが大首領であることを示すものであった。
もっともその実情は、士の世界を渡る能力に目をつけた大ショッカーがそれを利用するため、彼を騙して大首領に祭り上げていただけに過ぎず、用済みになった後は月影ことシャドームーンが「創世王」を自称し、その後釜に収まった。

## 派生作品におけるディケイドの動向
映画『劇場版 超・仮面ライダー電王&ディケイド NEOジェネレーションズ 鬼ヶ島の戦艦』
テレビシリーズ第15話のラストで現れたジークに憑依されて栄次郎の被写体になるが、デンライナーの面々とオニ一族の決戦の最中にジークを無理矢理返し、電王たちの戦闘に加勢する。
以降の作品でもたびたび見られるオーロラカーテンによるタイムスリップを行ったのは、この作品が初である。
映画『劇場版 仮面ライダーディケイド オールライダー対大ショッカー』
自分が生まれた世界へたどり着いて妹の小夜と再会し、記憶を取り戻す。世界の崩壊を止めるために最強の仮面ライダーを決めるライダートーナメントを開催し、大ショッカーの大首領として君臨するが、それは大ショッカーが仮面ライダーたちを殲滅するために仕組んだ罠だった。
舞台『MASKED RIDER LIVE&SHOW 〜十年祭〜』
大ショッカーに捕えられた夏海を救うべくライダーたちを率いて現れ、正義のダンスで大ショッカーに対抗する。
映画『仮面ライダー×仮面ライダー W&ディケイド MOVIE大戦2010』
“世界の破壊者”としての運命を受け入れ、激情態に変身して仮面ライダーを次々に倒していったが、最後はキバーラに変身した夏海との一騎打ちで夏海の攻撃をライドブッカーを捨てて受けて倒される。真の目的は、仮面ライダーの世界を一度消滅させることにより、消える運命にあった仮面ライダーの物語を永遠のものにすることだった。その後、感光していた自身の写真に仲間たちとこれまで出会ったライダーたちの想いを受けて復活し、スーパーショッカーに立ち向かう。
映画『オーズ・電王・オールライダー レッツゴー仮面ライダー』
歴史改変の影響で消滅してしまうも人々の記憶によって復活し、ショッカーの配属になったパラドキサアンデッドやタイカーオルフェノク、シャドームーンを圧倒する。
映画『仮面ライダー×スーパー戦隊 スーパーヒーロー大戦』
対立するスーパー戦隊を殲滅するために大ショッカーの大首領として君臨。同じく仮面ライダーの殲滅を目的とするキャプテン・マーベラスが率いる大ザンギャックと抗争を繰り広げるが、これはスーパー戦隊・仮面ライダーの悪の二大組織の恐るべき計画を阻止するため、マーベラスと共に仕組んだ作戦だった。
ソーシャルゲーム『スーパー戦隊ヒーローズ』
『スーパーヒーロー大戦』と連動する形で登場。黒十字王によって仮面ライダーを倒すという快感に気付き、黒十字王とともに怪人を復活させる。スーパー戦隊の活躍で正気に戻るが、怪人たちが組織を作ってしまっていたため、事件の解決のために再び大ショッカーの大首領となる。
映画『仮面ライダー×スーパー戦隊×宇宙刑事 スーパーヒーロー大戦Z』
スペースショッカーに苦戦する宇宙刑事ギャバンtype-Gの救援に駆け付けた、宇宙系ヒーローの1人として登場。スペースイカデビル配下のトータスアンデッドとプテラノドンヤミー（雄）を圧倒する。
『仮面ライダーウィザード』
第52話・第53話の特別編に登場。第52話では少年が魔宝石の中の世界へ召喚した仮面ライダーたちの1人として登場するが、最終話では邪悪な魔法使いアマダムが手中に収めたレジェンドライダーリングによって召喚される形で登場し、歴代仮面ライダーの中で唯一変身を解除して操真晴人 / 仮面ライダーウィザードに仮面ライダーの道を説く。
素顔で対面した晴人からレジェンドライダーリングを奪うなど、当初はアマダムに与したふりを見せるが、それは晴人と共闘してアマダムを倒すための策であり、晴人や歴代仮面ライダーに仮面ライダー鎧武も加わっての最終決戦を経て、最後は晴人とのさらなる共闘に期待しながらオーロラカーテンの中へ去っていく。
映画『平成ライダー対昭和ライダー 仮面ライダー大戦 feat.スーパー戦隊』
地下帝国バダンの企みを未然に阻止するため、鳴滝から「平成ライダー15人の力を結集せよ」というメッセージを受け取り、幾つもの世界を渡り歩いて平成ライダーたちに協力を依頼する。その最中、バダンが付け狙う少年・シュウにまつわる人々に出会ったことで、バダンが企む「メガ・リバース計画」と平成ライダーを敵視する昭和ライダーの真意に、少しずつ近づいていく。
- エンドロールのキャストクレジットではトップになっている。

映画『スーパーヒーロー大戦GP 仮面ライダー3号』
歴史改変の影響でショッカーに敗れたのちにショッカー首領の電子頭脳（「歴史改変マシン」）により、洗脳されてショッカー配下の戦士で他の仮面ライダーと共にショッカーライダーのショッカーライダーディケイドとなってしまう。アギト バーニングフォームや響鬼と共に、ライダータウンに向かう途中の桜井侑斗 / 仮面ライダーゼロノスと黒井響一郎 / 仮面ライダー3号の前に立ちはだかり、囮となった3号に襲いかかる。ライダーグランプリではマシンディケイダーを駆って参戦するも、途中乱入してきた仮面ライダーマッハのシグナルトマーレにより、マシンの動きを止められてしまう。その後、ライダーロボに取り込まれた仮面ライダー1号と仮面ライダー2号が開放されたことから本来の記憶を取り戻し、ストロンガー、スーパー1、鎧武との同時攻撃で、シュバリアン、ジェネラルシャドウ、大神官ダロム、デェムシュの4体を倒す。
映画『仮面ライダー×スーパー戦隊 超スーパーヒーロー大戦』
鏡飛彩 / 仮面ライダーブレイブが所持していた超スーパーヒーローカードから、コンプリートフォームの状態で召喚される。

### 『仮面ライダージオウ』
異世界を渡り歩くライダーとしてEP13から登場。タイムジャッカーに接近したウォズにより、最大の障害として呼び出された。仮面ライダーとしての記憶・能力は失っておらず、自らを「通りすがりの仮面ライダー」「世界の破壊者」と称しており、ウォズも「すべてを破壊し、歴史を変える者」と称している。また、オーロラカーテンによるタイムスリップを行っている。
アナザーゴーストを援護する一方で仮面ライダーゲイツ / 明光院ゲイツを介してディケイドライドウォッチを仮面ライダージオウ / 常磐ソウゴに渡すなど独自の行動に出ており、アナザーゴーストの事件が終息した後にはクジゴジ堂に現れてソウゴたちに宣戦布告じみた言葉を残す。
ダイマジーンが世界を破壊しようとしていることを知るとソウゴをオーロラカーテンで2068年の世界へ送るが、自身の計画に反してソウゴがジクウドライバーを破壊したことを知るとスウォルツに使役されるカッシーンとともにゲイツを襲い、ソウゴが再びジクウドライバーを得て変身した後はオーロラカーテンで撤退する。
ソウゴと加古川飛流が遭遇したバス事故の際にはバスの運転手を務めていたが、ソウゴたちに死の試練を仕掛けたスウォルツによってバスが停車できなくなり、やむを得ずオーロラカーテンでバスの乗客を別の場所へ避難させる。ソウゴがスウォルツに魔王として見い出される場面を目撃した後には、自身の目的がこの世界を破壊するべきか否かを見極めることだとツクヨミに明かし、そのうえでソウゴがオーマジオウにならない可能性について語り、再びオーロラカーテンを使って彼女を2019年の世界へ送り返す。
時空の歪みが生じている原因を探るために再びジオウの世界を訪れ、ツクヨミとスウォルツにつながりがあることを知るとそれを確かめようと、ツクヨミと共に2058年へ向かう。幼いツクヨミとスウォルツらしき兄妹と対峙したところで追ってきた2019年のスウォルツに妨害され、超巨大隕石の落下も迫っていたことからツクヨミと共に2019年へ戻る。
タイムジャッカーによって歴史が改変された世界では、ソウゴをサポートする傍ら、スウォルツが狙うツクヨミを守るために行動する。ソウゴたちと共にアナザーライダーたちとの交戦中には、乱入してきた仮面ライダーディエンド / 海東大樹に時間を止められ、スウォルツにディケイドの力を奪われる。しかし、オーロラカーテンやタイムスリップの能力までは失っておらず、ツクヨミの本来の時間軸における2058年の世界へソウゴとツクヨミを連れていく。そこでアナザーディケイド / スウォルツの攻撃からツクヨミを庇って死亡するが、海東の用いたアナザージオウIIウォッチによる時間逆転で蘇った後、同ウォッチの副作用で暴走した海東を倒して元に戻そうとソウゴからディケイドライドウォッチを受け取り、彼に分け与えていたディケイドの力を取り戻して変身する。ディケイドジオウにカメンライドしてソウゴと共に海東を倒すが、さらに進んだ時空の歪みによって怪人の群れで覆われた2019年の世界を見て、この世界を破壊することを決断すると、人々を助けるための作戦をソウゴたちに伝える。
最後は仮面ライダーオーマジオウとなったソウゴによって創り変えられていく世界を海東と共に見届けながら、その様子をカメラに納めた。

## 関連キャラクター
仮面ライダーディエンド
ディケイドと同じくライダーカードを使用する仮面ライダー。
アナザーディケイド
『仮面ライダージオウ』に登場する敵。ディケイドの力（の半分）を使用する。
霞のジョー
『仮面ライダーBLACK RX』に登場するキャラクター。『仮面ライダーディケイド』では、門矢士と顔がよく似たキャラクターとして紹介されている。
城茂
『仮面ライダーストロンガー』の主人公。小説作品『ストロンガーの世界』では、門矢士と顔がよく似たキャラクターとして紹介されている。
岩石大首領
『仮面ライダーストロンガー』に登場する敵。原典では、城茂とは別のキャラクターとされていたが、小説作品『ストロンガーの世界』では、同一キャラクターとして描かれていた。

## 仮面ライダーディケイドを演じた人物

### 俳優
井上正大
- 『仮面ライダーディケイド』
- 『劇場版 超・仮面ライダー電王&ディケイド NEOジェネレーションズ 鬼ヶ島の戦艦』
- 『劇場版 仮面ライダーディケイド オールライダー対大ショッカー』
- 『仮面ライダー×仮面ライダー W&ディケイド MOVIE大戦2010』
- 『仮面ライダー×スーパー戦隊 スーパーヒーロー大戦』
- 『仮面ライダーウィザード』
- 『平成ライダー対昭和ライダー 仮面ライダー大戦 feat.スーパー戦隊』
- 『仮面ライダージオウ』
- 『RIDER TIME 仮面ライダーディケイド VS ジオウ ディケイド館のデス・ゲーム』
- 『RIDER TIME 仮面ライダージオウ VS ディケイド 7人のジオウ！』
- 『仮面ライダーガッチャード ザ・フューチャー・デイブレイク』

### 声優
井上正大
- 『仮面ライダーG』
- 『仮面ライダー クライマックスヒーローズ』シリーズ
- 『オール仮面ライダー ライダージェネレーション』シリーズ
- 『仮面ライダー バトライド・ウォー』シリーズ
- 『平成仮面ライダー20作記念 仮面ライダー平成ジェネレーションズ FOREVER』
- 『仮面ライダーガッチャード VS 仮面ライダーレジェンド』

関俊彦
- 『劇場版 超・仮面ライダー電王&ディケイド NEOジェネレーションズ 鬼ヶ島の戦艦』（モモタロス憑依時）

### スーツアクター
高岩成二
- 『仮面ライダーディケイド』
- 『劇場版 超・仮面ライダー電王&ディケイド NEOジェネレーションズ 鬼ヶ島の戦艦』（モモタロス憑依時）
- 『劇場版 仮面ライダーディケイド オールライダー対大ショッカー』
- 『仮面ライダー×仮面ライダー W&ディケイド MOVIE大戦2010』
- 『仮面ライダー×スーパー戦隊 スーパーヒーロー大戦』
- 『仮面ライダージオウ』（EP48ディエンド共闘時）

渡辺淳
- 『仮面ライダーディケイド』
- 『劇場版 超・仮面ライダー電王&ディケイド NEOジェネレーションズ 鬼ヶ島の戦艦』
- 『劇場版 仮面ライダーディケイド オールライダー対大ショッカー』
- 『仮面ライダー×スーパー戦隊 スーパーヒーロー大戦』
- 『ネット版 仮面ライダー×スーパー戦隊 スーパーヒーロー大変 〜犯人はダレだ?!〜』
- 『平成ライダー対昭和ライダー 仮面ライダー大戦 feat.スーパー戦隊』
- 『平成仮面ライダー20作記念 仮面ライダー平成ジェネレーションズ FOREVER』

永徳
- 『ネット版 仮面ライダーディケイド オールライダー超スピンオフ』

浅井宏輔
- 『仮面ライダーディケイド』
- 『仮面ライダージオウ』

中田裕士
- 『仮面ライダージオウ』

岩上弘数
- 『RIDER TIME 仮面ライダージオウ VS ディケイド 7人のジオウ！』

縄田雄哉
- 『仮面ライダーガッチャード VS 仮面ライダーレジェンド』